# Crocodylia
I loricati (Crocodylia, Owen, 1842) sono un ordine di sauropsidi diapsidi. Il nome deriva dalla forte armatura squamosa di cui sono dotati questi animali (dal latino: lōrīca, ‘corazza’). Questi potenti animali, e gli uccelli (i dinosauri sopravvissuti all'evento K-T), sono gli unici arcosauri viventi. I loricati comparvero infatti nel Cretaceo superiore (circa 90 milioni di anni fa) da antenati crocodilomorfi, e da allora continuano a popolare la Terra, con alcune caratteristiche fisiche e comportamentali che sono rimaste pressoché inalterate nel tempo; a causa di ciò, il loricato può essere considerato un fossile vivente. I loricati possiedono il morso più potente mai misurato in natura.

## Descrizione

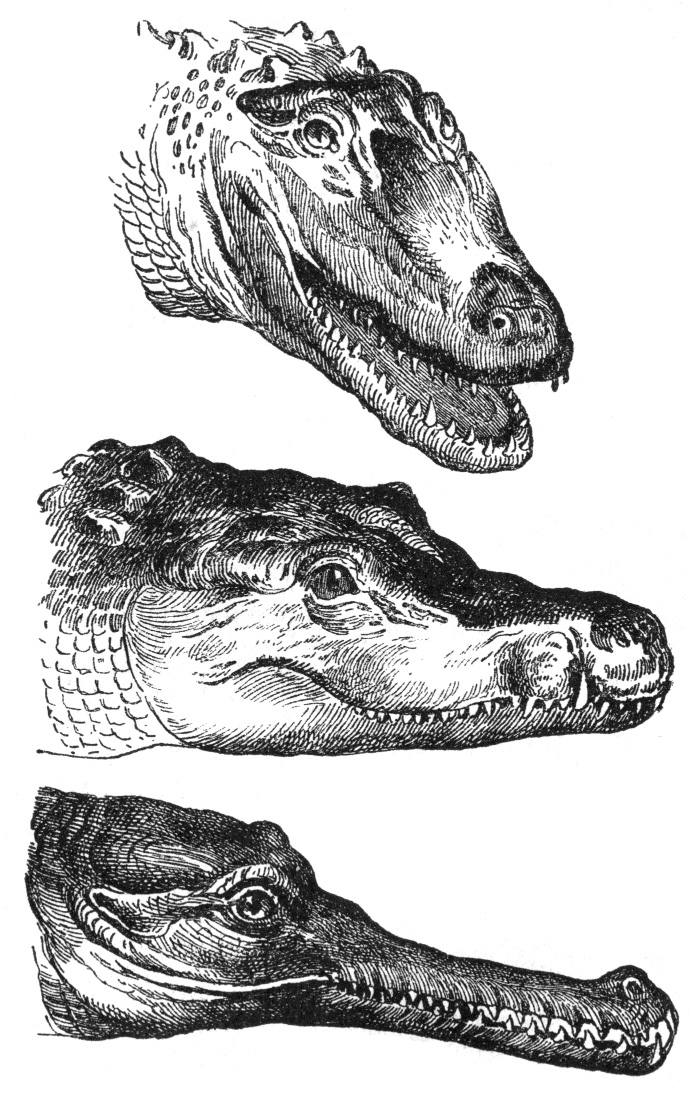
Differenze delle teste tra (dall'alto verso il basso): Alligator mississippiensis, Crocodylus niloticus, e Gavialis gangeticus.

Il corpo è allungato e idrodinamico ricoperto di squame, solitamente di colore scuro sul dorso e chiaro sul ventre. La testa è pressoché triangolare, dotata di narici all'estremità della mascella e occhi sporgenti. La lunga coda è appiattita verticalmente e perciò adatta al nuoto. Le zampe sono relativamente corte, robuste e palmate. La lunghezza è molto varia: dal metro dell'osteolemo (Osteolaemus tetraspis) ai 6,5/7 metri e più del coccodrillo marino (Crocodylus porosus), così come il peso, che varia dai 20 fino ai 1000 kg.
Il grasso contenuto nella carne dei loricatii, composto per il 30% da acidi grassi saturi e per il 70% da acidi grassi insaturi, contribuisce per il 61% al peso dell'animale. È recente la scoperta del team del professore Rakesh Bajpai, docente di ingegneria chimica presso l'Università della Louisiana, che il grasso di loricato è in grado di produrre biodiesel di alta qualità. Questo grazie alle elevate dosi di acido palmitico, acido palmitoleico e acido oleico contenuto nel grasso di loricato.
I loricati sono i "rettili" con le più sviluppate capacità vocali, in quanto producono suoni che vanno da tranquilli sibili a spaventosi ruggiti e muggiti, solitamente durante la stagione degli accoppiamenti. Sulla terraferma i loricati si muovono strisciando sull'addome, ma possono anche correre e camminare come i mammiferi, stando sulle quattro zampe. Un normale loricato non sta in acqua per più di 30 minuti.

## Biologia

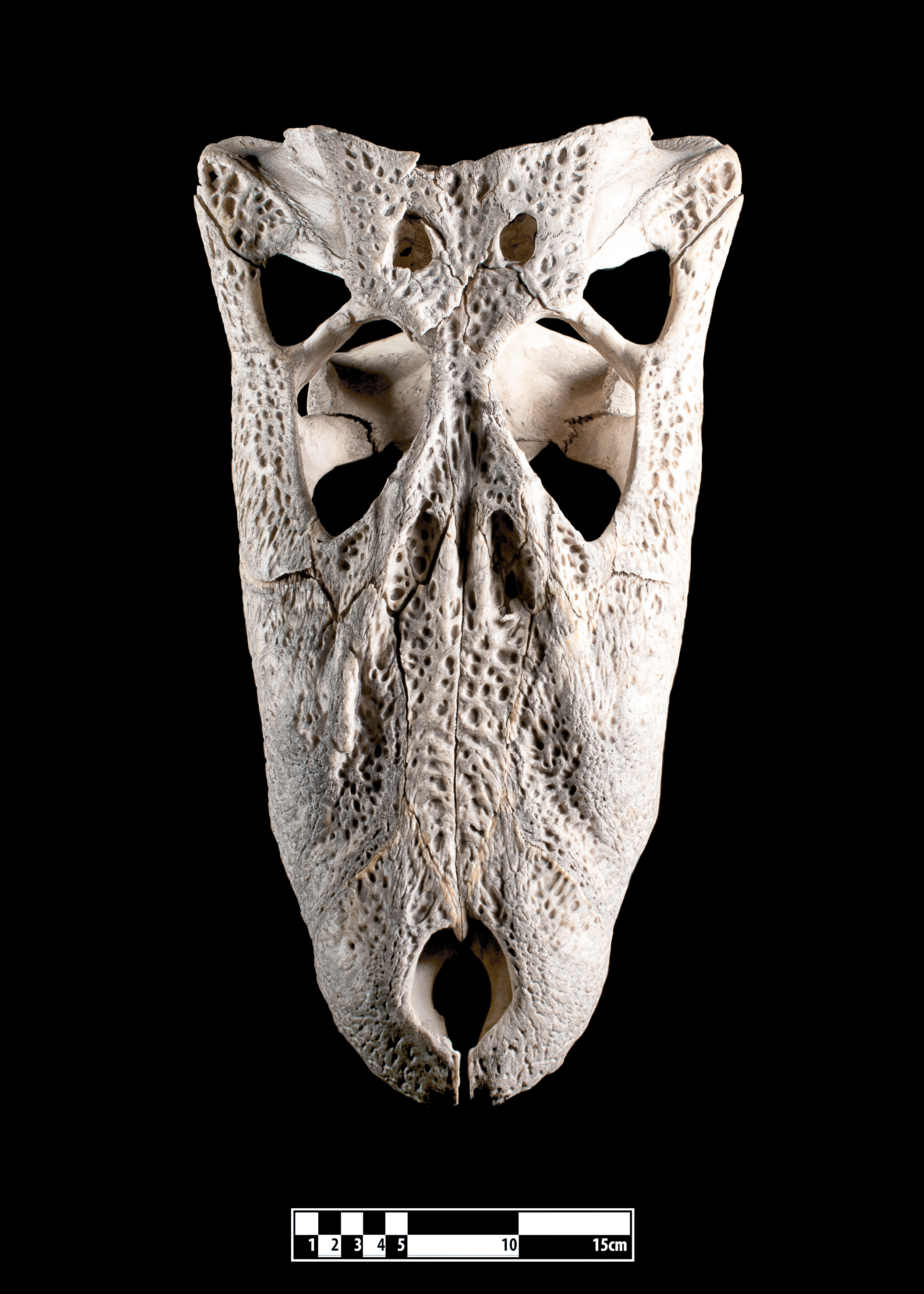
Cranio di un coccodrillo, vista dall'alto, preparato da tecnica della macerazione delle ossa.

Predatori attivi, i loricati tendono a vivere raggruppati con i loro simili, anche se non si può parlare di strutture sociali come il branco. Questo modello sociale a volte viene sovvertito radicalmente, e gli esemplari adulti tendono a difendere in modo estremamente aggressivo le loro aree di caccia da altri adulti e dai giovani, che cadono spesso vittime di predazione cannibalica. Cacciano prede di dimensioni variabili, principalmente pesci o piccoli vertebrati, ma quando raggiungono il pieno sviluppo i loricati attaccano con successo anche animali molto grandi, quali bovini.
Alcune specie, come il gaviale, si nutrono esclusivamente di pesce e piccoli animali anche raggiunta l'età adulta. La caccia avviene per agguato, avvicinandosi alla preda inconsapevole dall'acqua, restando semisommersi. La pesca può avvenire in immersione, catturando i pesci grazie alle notevoli doti di nuotatore o, con una curiosa modalità che è stata osservata nel coccodrillo del Nilo, posizionandosi a fauci spalancate sotto un balzo d'acqua.
I loricati possono digiunare per lunghi periodi di tempo (si ritiene fino, e forse oltre, sei mesi). Questi animali sono in grado di muoversi per tratti prolungati anche su terra, con andatura sostenuta, sollevandosi sulle zampe (il cosiddetto "galoppo del coccodrillo", osservabile soprattutto in forme di taglia media come Crocodylus johnstoni). Tuttavia, soprattutto gli esemplari più piccoli, tendono ad avere un comportamento circospetto quando sono lontani dall'acqua e vi si rituffano appena possibile. La femmina adotta cure parentali nei confronti dei piccoli, vigilando sulla loro incolumità per diverse settimane.
Essendo eterotermi, i loricati si devono riscaldare trascorrendo una parte della giornata al sole. Durante queste pause sulle rive dei fiumi o dei laghi, alcune specie di loricati interagiscono con alcuni tipi di uccelli, come il piviere, che ripuliscono la bocca da parassiti e residui alimentari.
Il morso dei loricati è fin dai primordi il più potente esistito in natura. I primissimi loricati, come Purussaurus o Sarcosuchus, erano in grado di esercitare una forza mascellare stimata fino a 444000 N per 5000 kg/cm². Attualmente, il primato spetta al coccodrillo marino, che esattamente come il tirannosauro può mordere con una forza di 45 000 N (4 600 kgf) per 1680 kg/cm². Tutti i loricati, inclusi quelli a muso allungato come il gaviale, possiedono un morso estremamente potente, fino a quindici volte quello dello squalo bianco.. Le loro mascelle si chiudono in soli 16 centesimi di secondo ad una velocità che nel gaviale tocca i 450 km/h.
Anche se non sono discendenti diretti dei dinosauri (al cui clado appartengono gli uccelli), i loricati sono gli ultimi arcosauri non-aviani viventi e quindi vengono considerati dei veri e propri fossili viventi; la prova di ciò si riscontra in alcuni tratti che li distinguono dai rettili moderni: ad esempio, i loricati sono provvisti di un cuore a 4 camere (come mammiferi e uccelli, mentre i sauri - serpenti e lucertole - presentano tre cavità e i cheloni - le tartarughe - possiedono un setto interventricolare solo parzialmente sviluppato) e di una corteccia cerebrale (che negli altri rettili non è sviluppata o lo è in misura ridotta rispetto ai mammiferi).

## Distribuzione e habitat

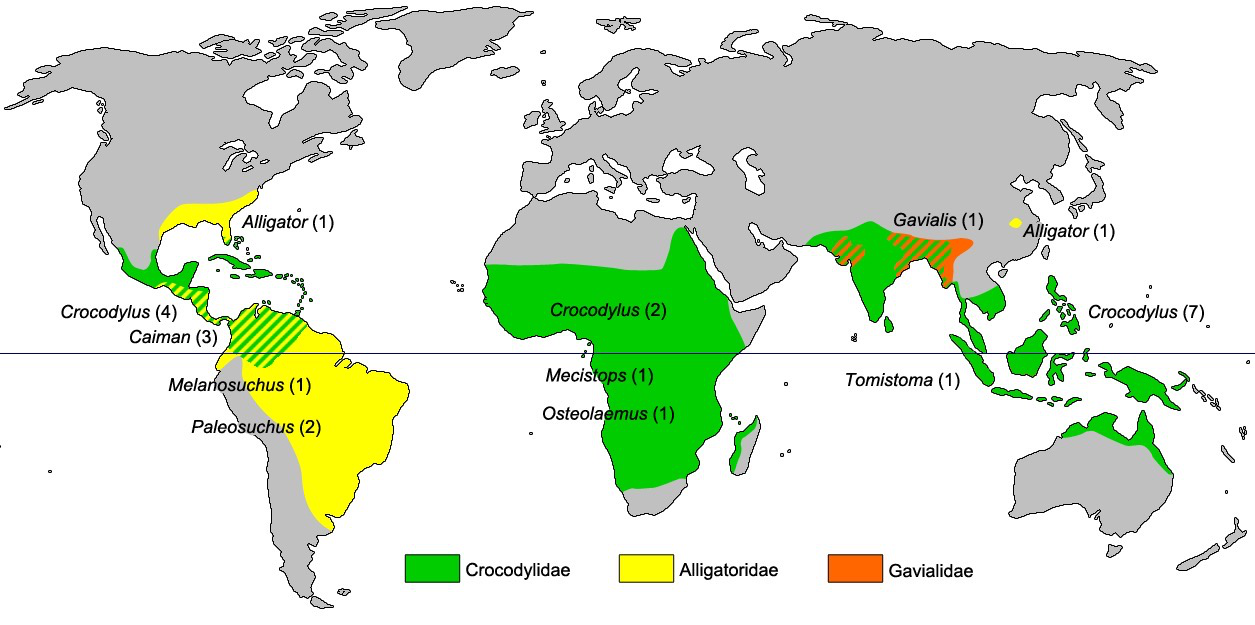
Distribuzione dei coccodrilli

Reperibili pressoché in tutte le aree equatoriali e tropicali del pianeta, i loricati vivono lungo il corso dei fiumi e nei laghi, nelle zone paludose; alcune specie si spingono in mare per lunghi tratti (ad es. Crocodylus porosus). Per nidificare preferiscono terreni umidi e ombreggiati, dove possono scavare facilmente il nido e ricoprirlo di materia vegetale (per assicurare una temperatura costante grazie al calore generato dalla decomposizione di quest'ultima).

## Classificazione delle specie viventi

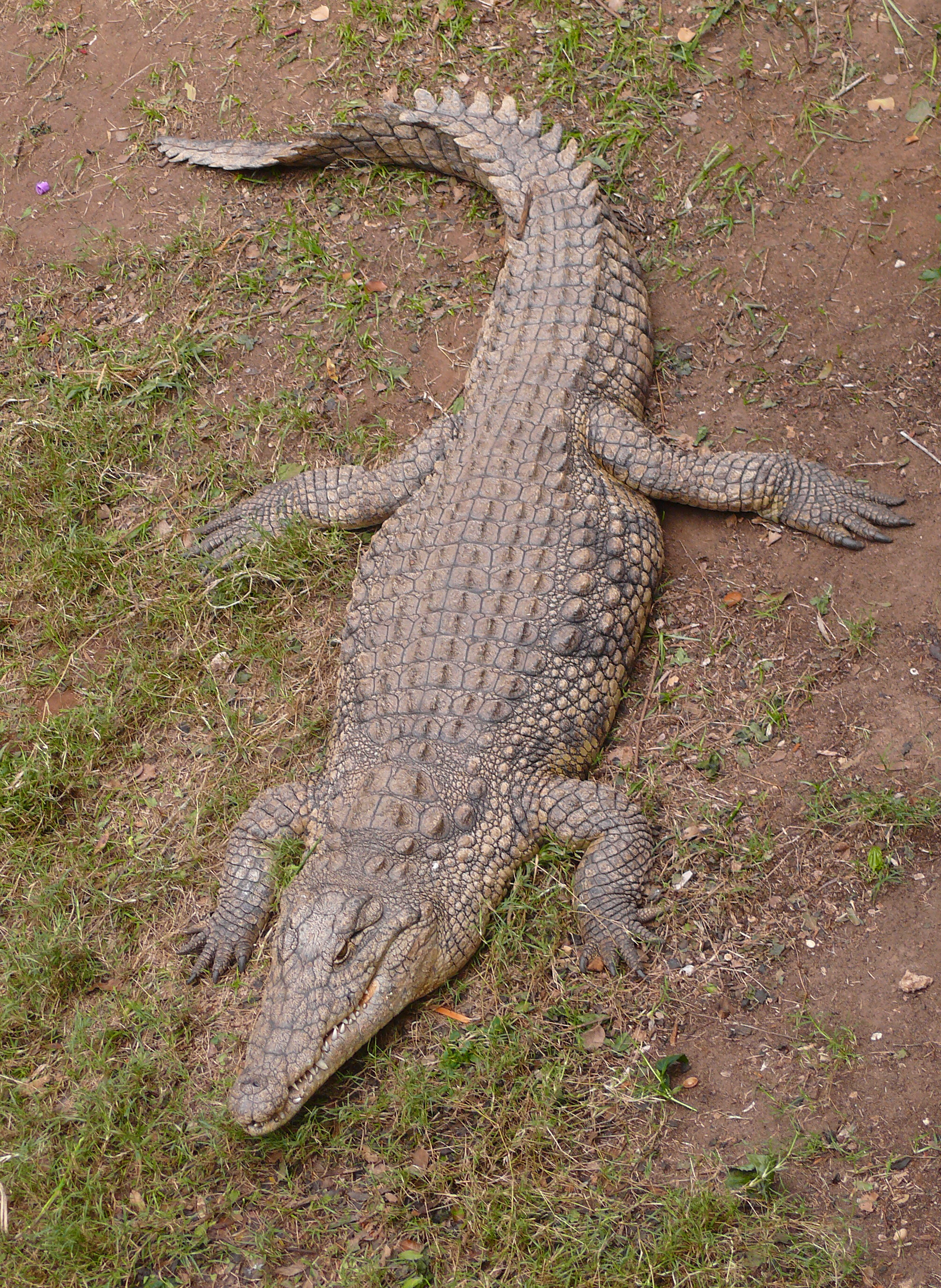
Coccodrillo africano (Crocodylus niloticus)

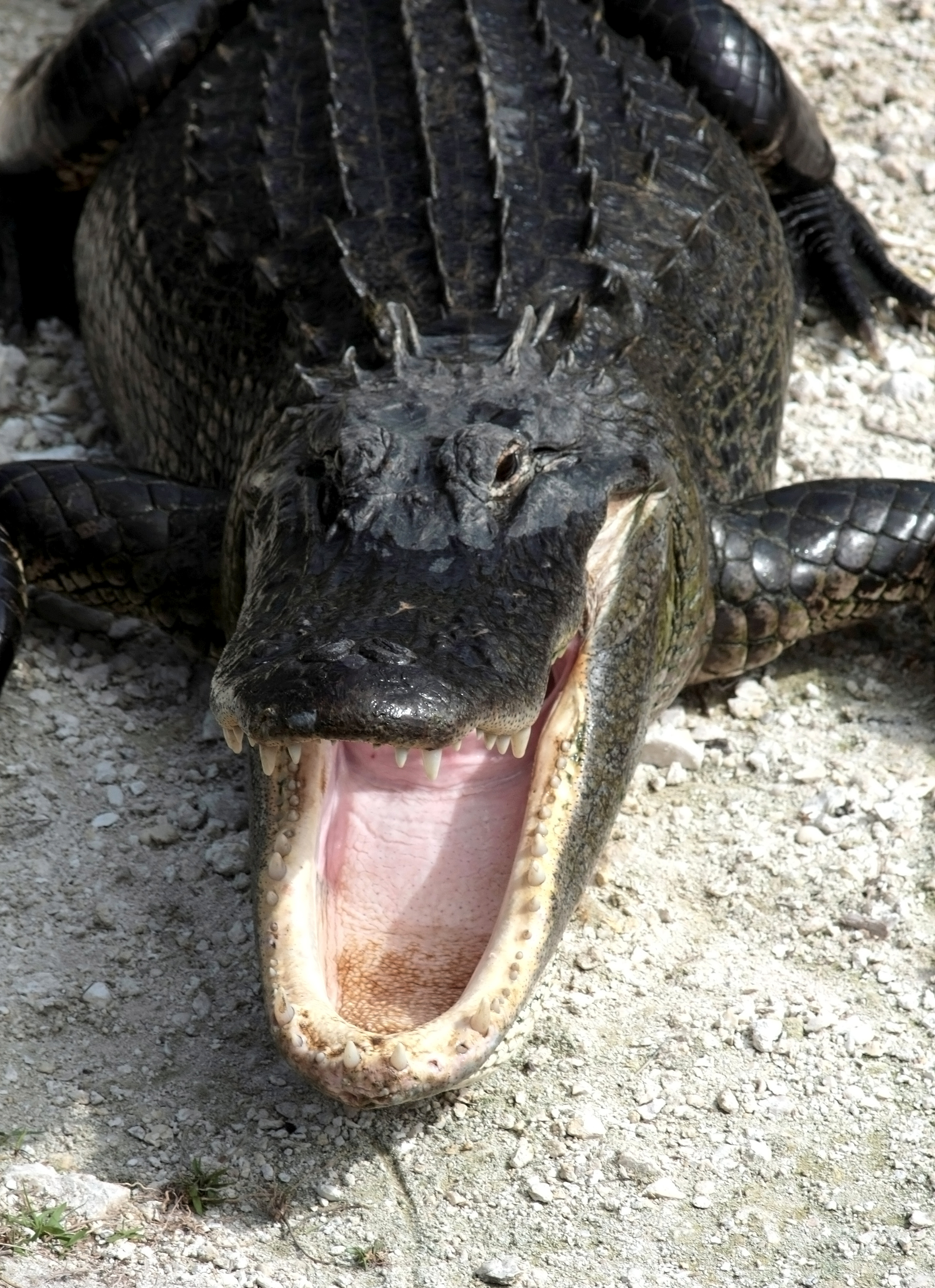
Alligatore americano (Alligator mississippiensis)

Famiglia Crocodilidi (Crocodylidae) - Coccodrilli
- Genere Crocodylus
  - Crocodylus acutus (Cuvier, 1807) - coccodrillo americano
  - Crocodylus intermedius (Graves, 1819) - coccodrillo dell'Orinoco
  - Crocodylus johnsoni Krefft, 1873 - coccodrillo di Johnson
  - Crocodylus mindorensis Schmidt, 1935 - coccodrillo delle Filippine
  - Crocodylus moreletii (Duméril & Bibron, 1851) - coccodrillo di Morelet o messicano
  - Crocodylus niloticus Laurenti, 1768 - coccodrillo del Nilo o africano
  - Crocodylus novaeguineae Schmidt, 1928 - coccodrillo della Nuova Guinea
  - Crocodylus palustris (Lesson, 1831) - coccodrillo palustre o indiano
  - Crocodylus porosus Schneider, 1801 - coccodrillo marino o degli estuari
  - Crocodylus raninus Müller & Schlegel, 1844 - coccodrillo del Borneo
  - Crocodylus rhombifer (Cuvier, 1807) - coccodrillo cubano
  - Crocodylus siamensis Schneider, 1801 - coccodrillo siamese
  - Crocodylus suchus Geoffroy, 1807 - coccodrillo del deserto
- Genere Mecistops
  - Mecistops cataphractus (Cuvier, 1825) - coccodrillo catafratto
  - Mecistops leptorhynchus (Bennett, 1835) - Coccodrillo dal muso stretto centrafricano
- Genere Osteolaemus
  - Osteolaemus tetraspis Cope, 1861 - osteolemo o coccodrillo nano

Famiglia Gavialidi (Gavialidae)
- Genere Gavialis
  - Gavialis gangeticus (J.F.Gmelin, 1789) - gaviale del Gange
- Genere Tomistoma
  - Tomistoma schlegelii (Müller, 1838) - falso gaviale o tomistoma

Famiglia Alligatoridi (Alligatoridae)
- Genere Alligator - Alligatori
  - Alligator mississippiensis (Daudin, 1802) - alligatore del Mississippi o alligatore americano
  - Alligator sinensis Fauvel, 1879 - alligatore cinese
- Sottofamiglia Caimaninae - Caimani
  - Genere Caiman
    - Caiman crocodilus (Linnaeus, 1758) - caimano dagli occhiali
    - Caiman latirostris (Daudin, 1802) - caimano dal muso largo
    - Caiman yacare (Daudin, 1802) - caimano Jacaré

  - Genere Melanosuchus
    - Melanosuchus niger (Spix, 1825) - caimano nero

  - Genere Paleosuchus
    - Paleosuchus palpebrosus (Cuvier, 1807) - caimano nano di Cuvier o paleosuco di Cuvier
    - Paleosuchus trigonatus (Schneider, 1801) - caimano nano di Schneider o paleosuco di Schneider

### Filogenesi
Cladogramma da Brochu (1997).
- Eusuchia

```
├──
Hylaeochampsa

├──
Iharkutosuchus

├──
Isisfordia

└──┬──
Allodaposuchus

   └──
Crocodylia

          ├──
Gavialoidea

          │     ├──
Eothoracosaurus

          │     └──┬──
Thoracosaurus

          │        └──┬──
Argochampsa

          │           ├──
Eosuchus

          │           └──
Gavialidae

          └──┬──
Borealosuchus

             └──┬──
Boverisuchus

                └──
Brevirostres

                          ├──
Alligatoroidea

                          │   ├──
Leidyosuchus

                          │   ├──
Musturzabalsuchus

                          │   ├─?
Deinosuchus

                          │   └──
Globidonta

                          │       ├──
Acynodon

                          │       ├──
Stangerochampsa

                          │       ├──
Brachychampsa

                          │       ├──
Diplocynodon

                          │       ├──
Baryphracta

                          │       └──
Alligatoridae

                          └──
Crocodyloidea

                                ├──
Prodiplocynodon

                                └──┬──
Asiatosuchus

                                   └──┬──
Brachyuranochampsa

                                      └──┬──
Harpacochampsa

                                         └──
Crocodylidae
```

## Pericolosità

Simbolo di pericolo associato a presenza di coccodrilli, caimani o alligatori, definito dalla norma internazionale ISO 7010.

Secondo un'analisi statistica di ScienceAlert del 28 febbraio 2018, dal titolo "Deadliest creatures worldwide by annual number of human deaths as of 2018", i loricati sono tra gli animali che ogni anno provocano maggiori morti umane, ma sono preceduti da animali che nel pensiero comune non sono in genere ritenuti altrettanto pericolosi. Precisamente i loricati si trovano al nono posto, dopo le zanzare, gli stessi esseri umani, i serpenti, i cani, le lumache, le cimici, le mosche e i lombrichi.

## Nella cultura di massa

### Leggende e "modi di dire" sui loricati
Nel tempo si sono sviluppate numerose dicerie e leggende su questo animale. Una notissima è divenuta un modo di dire: "versare lacrime di coccodrillo", che si applica a chi, dopo averne combinata una, travolto dalle conseguenze inattese o più gravi del previsto, si pente di aver male operato. Tale modo di dire trae origine dall'abitudine dei coccodrilli femmina di trasportare le uova in caso di pericolo tenendole tra le proprie fauci, abitudine in passato erroneamente interpretata come prova del loro cannibalismo. Inoltre a contribuire alla nascita della leggenda è stata la naturale eiezione di lacrime che si produce in loro quando muovono le mascelle. Eiezione lacrimatoria che ha in realtà lo scopo di lubrificare la cosiddetta "terza palpebra" caratteristica del coccodrillo.
Nel linguaggio giornalistico, sempre con riferimento all'animale e alla sua frequente lacrimazione fisiologica, ironicamente malintesa per dispiacere, il necrologio già preparato e in attesa di pubblicazione in previsione della morte di un personaggio pubblico anziano o di cui si suppone la imminente dipartita, viene appunto chiamato "coccodrillo".
Il fatto che i loricati inghiottano pietre, spesso ritenuta una diceria, è invece una realtà scientifica. La presenza di gastroliti nello stomaco di coccodrilli e alligatori, aiuta a frantumare e digerire il cibo. Poi vengono espulsi tramite feci.
Nei fumetti di supereroi non è raro trovare personaggi con fattezze di coccodrilli e alligatori. Nei fumetti della DC Comics uno dei nemici più noti di Batman è Killer Croc mostruoso psicopatico mutante metà uomo e metà coccodrillo che vive nelle fogne di Gotham City, mentre nei fumetti e nelle serie animate delle Tartarughe Ninja compare Leatherhead, un alligatore trasformato dallo stesso mutagene che trasformò i quattro protagonisti e affetto da personalità multipla.
Un'altra leggenda è quella della presenza di coccodrilli nelle reti fognarie di grosse città statunitensi.
Nella seconda metà degli anni duemiladieci, è divenuta famosa - nel mondo del calcio - l'utilizzo della cosiddetta "posizione del coccodrillo", consistente nel piazzare - in occasione di un calcio di punizione - un uomo chinato per i fianchi in posizione posteriore rispetto alla barriera.
Alcuni brani musicali parlano di un coccodrillo: Cocco e Drilli e Il coccodrillo come fa? dello Zecchino d'Oro, Rockcoccodrillo di Edoardo Bennato, Coccodrilli di Samuele Bersani e Alligatori dei Wolfango.
Capitan Uncino, il nemico principale nel opera Peter e Wendy, è perennemente inseguito da un coccodrillo che desidera divorarlo, avendo precedentemente mangiato una mano del capitano datagli in pasto da Peter.

## Loricati in cattività
In Italia si possono osservare loricatii vivi:
- Bioparco di Roma (coccodrillo del Nilo, caimano nano di scheinder, coccodrillo africano nano);
- Acquario di Genova (paleosuco di Cuvier);
- Zoo parco "La rupe" di Civitella Casanova (PE) (caimano dagli occhiali e coccodrillo africano nano);
- Zoosafari di Fasano (BR) (alligatore americano);
- Rettilario della Città della Domenica, Perugia (alligatore americano);
- Safari Park di Varallo Pombia (NO) (alligatore americano);
- "Parco faunistico Le Cornelle" di Valbrembo (BG) (alligatore americano, coccodrillo del Nilo);
- Parco Natura Viva di Bussolengo (VR) (caimano dagli occhiali);
- Giardino zoologico di Pistoia (caimano dagli occhiali);
- Oltremare (alligatore americano);
- Parco Zoo "Punta Verde", Lignano Sabbiadoro (UD) (coccodrillo nano africano);
- Lo Zoo di Napoli (coccodrillo del Nilo);
- Lo Zoo delle Maitine di Pesco Sannita (BN) (coccodrillo del Nilo).

Quasi tutti i musei zoologici e naturalistici italiani hanno delle collezioni di loricati tassidermizzati. Fra quelle più rappresentative si segnalano per varietà di specie il Museo Civico di Storia Naturale Giacomo Doria di Genova e il Museo di Storia Naturale sezione di Zoologia La Specola di Firenze.
L'unico uomo ad essere riuscito a catturare, per fini scientifici, ognuna delle 23 specie di coccodrillidi presenti sul nostro pianeta è l'erpetologo americano Brady Barr.